# Banana Republic
 (décembre 2011).
Banana Republic est une marque de prêt-à-porter américain créée par Mel et Patricia Ziegler en 1978, et rachetée par Gap en 1983. L'enseigne possède plus de 600 boutiques implantées dans le monde entier.

## Chronologie
Fondée par Mel et Patricia Ziegler en 1978, la marque ouvre son premier magasin à Mill Valley en Californie. Ensuite, en 1979 la marque commence à distribuer un catalogue d'articles de safari importés.
En 1983, Banana Republic est rachetée par Gap.
En 1984, le catalogue printemps/été 1984 atteint plus d'un million de clients potentiels, les commandes relatives représentant finalement 50 % des ventes annuelles.
En 1988, le centième magasin est ouvert.
En 1988, la production et la promotion des vêtements de voyage et articles de safari.
En 1990, le millième magasin Gap, comprenant un point de vente Banana Republic, ouvre à Buffalo à New York.
En 1993, Banana Republic entame une transition de segment au-delà du prêt à porter, en développant son offre de petite maroquinerie et de joaillerie.
En 1995, le premier point de vente hors des États-Unis ouvre à Edmonton au Canada.
En 1995, Banana Republic poursuit le développement de ses gammes en proposant des soins corporels et des chaussures.
En 1996, Banana Republic propose une collection d'accessoires de la maison.
En 199, Banana Republic présente sa première campagne de publicité à la télévision, ainsi qu'un programme de carte de paiement spécifique, devenant la première marque à se lancer sur ce marché.
En 1998, les ventes annuelles de la marque dépassent le milliard de dollars US.
En 1999, Banana Republic inaugure son site internet de vente en ligne bananarepublic.com.
En 2000, les vêtements Banana Republic apparaissent dans la populaire sitcom  de NBC Will et Grace. Dans plusieurs épisodes, Jack McFarland (Sean Hayes) est un vendeur de la marque.
En 2001, Banana Republic lance en exclusivité sur son site une ligne destinée aux petites tailles féminines.
En 2004, Banana Republic s'associe avec la chaîne TV câblée Bravo pour une stratégie de placement produit qui débouche sur la création du show de TV réalité Projet haute couture.
En 2005, le premier magasin Banana Republic au Japon ouvre à Ginza, le quartier de commerçant de Tōkyō.
En 2007, de nombreux points de vente ouvrent à Manama (Bahreïn), Jakarta, Koweït, Abou Dabi, Kuala Lumpur, Singapour, Séoul et Muscat (Oman).
En 2008, le premier magasin Banana Republic du Royaume-Uni ouvre au Regent Street à Londres. Le réseau de boutiques s'étend en Turquie, puis aux Philippines.
En 2009, Banana Republic dévoile ses concept stores « Revolution » à Las Vegas, Scottsdale, (Arizona) et SoHo, (New York)
La marque américaine ouvre son premier magasin à Paris aux Champs-Élysées en décembre 2011,. Le magasin des Champs Elysées fermera finalement début 2017. 
En 2016, Gap annonce la fermeture de plusieurs magasins Banana Republic à l'étranger et principalement au Japon. 
Le 24 juillet 2021, la succursale du Banana Republic située au centre-ville de Montréal ferme ses portes. 